# マチュー1世 (ロレーヌ公)

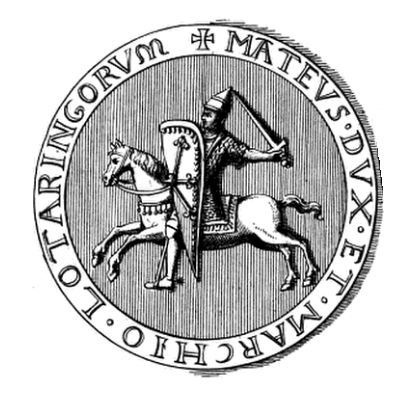
マチュー1世のシール

マチュー1世（フランス語：Mathieu Ier, 1119年 - 1176年5月13日）は、ロレーヌ公（在位：1138年 - 1176年）。

## 生涯
マチュー1世はロレーヌ公シモン1世とアデライード・ド・ルーヴァンの長男である。祖父ティエリー2世やその叔父アダルベールなどの先祖と同様に、ドイツ王および神聖ローマ皇帝を支持した。マチュー1世はシュヴァーベン大公フリードリヒ2世の娘で、ドイツ王コンラート3世の姪であり、のちの皇帝フリードリヒ・バルバロッサの妹であるベルタ（ユーディトとも呼ばれる）と結婚した。
マチュー1世は、1155年にローマで教皇ハドリアヌス4世により行われた皇帝の戴冠式など、多くの重要な機会にバルバロッサに随行した。また、ハドリアヌス4世とその後継者であるアレクサンデル3世、そしてフランス王およびシチリア王に対する戦争において皇帝を支援した。マチュー1世はトゥール司教領に侵入して自身の公領を拡大したが、教会へ多くの寄進を行い、修道院を創建した。1176年に死去し、ヴィレ＝レ＝ナンシーのクレリリュー修道院に埋葬された。

## 子女
ベルタ・フォン・シュヴァーベンとの間に以下の子女をもうけた。
- シモン2世（1140年 - 1207年） - ロレーヌ公[2]
- フェリー1世（1143年頃 - 1206年） - ビッチュ伯、後にロレーヌ公
- ジュディット（1173年没） - 1170年にオーソンヌ伯エティエンヌ1世と結婚[3]
- アリス（1200年没） - ブルゴーニュ公ユーグ3世と結婚
- ティエリー（1181年没） - メス司教（1174年 - 1179年）
- マチュー（1208年没） - トゥール伯
- 娘 - 早世